# ألوين موريس
ألوين موريس هو كاياكير كندي، ولد في 22 نوفمبر 1957 في مونتريال في كندا.

## وصلات خارجية
- ألوين موريس على موقع اللجنة الأولمبية الدولية (الإنجليزية)
- ألوين موريس على موقع أوليمبيديا (الإنجليزية)
- ألوين موريس على موقع اللجنة الأولمبية الكندية (الإنجليزية)
- ألوين موريس على موقع قاعة كندا للمشاهير الرياضية (الإنجليزية)
- ألوين موريس على موقع قاعة كيبيك للمشاهير الرياضية (الفرنسية)